# Enériz
Enériz en espagnol, ou Eneritz en basque est une municipalité de la communauté forale de Navarre, dans le Nord de l'Espagne.
Elle est située dans la zone linguistique mixte de la province et à 22 km de sa capitale, Pampelune.
Le castillan est la seule langue officielle.
Le secrétaire de mairie est aussi celui de Legarda, Muruzábal, Obanos, Tirapu, Úcar, Uterga, Adiós[réf. nécessaire].

## Démographie
| Évolution démographique                                | Évolution démographique | Évolution démographique | Évolution démographique | Évolution démographique | Évolution démographique | Évolution démographique | Évolution démographique | Évolution démographique | Évolution démographique | Évolution démographique |
| 1996                                                   | 1998                    | 1999                    | 2000                    | 2001                    | 2002                    | 2003                    | 2004                    | 2005                    | 2006                    | 2007                    |
| ------------------------------------------------------ | ----------------------- | ----------------------- | ----------------------- | ----------------------- | ----------------------- | ----------------------- | ----------------------- | ----------------------- | ----------------------- | ----------------------- |
| 185                                                    | 182                     | 188                     | 192                     | 197                     | 219                     | 215                     | 217                     | 242                     | 252                     | 281                     |
| Sources: Enériz et instituto de estadística de navarra |                         |                         |                         |                         |                         |                         |                         |                         |                         |                         |

### Sources
- (es) Cet article est partiellement ou en totalité issu de l’article de Wikipédia en espagnol intitulé « Enériz » (voir la liste des auteurs).